# Diocèse de Soacha
Le diocèse de Soacha (en latin : Dioecesis Soachaënsis ; en espagnol : Diócesis de Soacha) est un diocèse de l'Église catholique en Colombie, suffragant de l'archidiocèse de Bogota.

## Territoire

diocèse de Soacha

Il comprend le district de Bosa et une partie du district de Ciudad Bolívar de Bogotà, capitale de la Colombie, ainsi que les municipalités de Sibaté et de Soacha dans le département de Cundinamarca. 
Il possède un territoire d'une superficie de 425 km2 divisé en 45 paroisses. Le siège épiscopal est dans la ville de Soacha où se trouve la cathédrale Jésus-Christ-Notre-Paix (es).

## Historique
Le diocèse est érigé le 6 août 2003 par la constitution apostolique Frequenter fieri du pape Jean-Paul II en prenant une partie du territoire de l'archidiocèse de Bogota dont Soacha devient suffragant.

## Évêques
- Daniel Caro Borda (6 août 2003 - 29 juin 2016)
- José Daniel Falla Robles (29 juin 2016 - 1er mai 2021)
- Juan Carlos Barreto Barreto, depuis le 25 avril 2022